# Yūki Fushimi
Yūki Fushimi (jap. 伏見 有希, Fushimi Yūki) ist eine ehemalige japanische Fußballspielerin.

## Karriere

### Verein
Sie begann ihre Karriere bei Suzuyo Shimizu FC Lovely Ladies.

### Nationalmannschaft
Fushimi absolvierte ihr erstes Länderspiel für die japanischen Nationalmannschaft am 21. August 1994 gegen Österreich.